# Atletismo nos Jogos Insulares de 2025
As competições de atletismo nos Jogos Insulares de 2025 serão disputados em Kirkwall, em Orkney, entre os dias 13 e 18 de julho. Serão realizados um total de trinta e seis eventos, entre masculino e feminino. As provas ocorrerão no Pickaquoy Centre.

## Participantes
- Åland
- Alderney
- Anglesey
- Bermuda
- Gibraltar
- Gotland
- Gozo
- Groelândia
- Guernsey
- Hitra
- Ilha de Man
- Ilha de Wight
- Ilhas Cayman
- Ilhas Faroé
- Ilhas Ocidentais
- Jersey
- Minorca
- Orkney (Anfitrião)
- Saaremaa
- Santa Helena
- Shetland

## Medalhistas

### Masculino
| Evento                     | Ouro                     | Ouro | Prata                         | Prata | Bronze              | Bronze |
| -------------------------- | ------------------------ | ---- | ----------------------------- | ----- | ------------------- | ------ |
| 100 metros                 |                          |      |                               |       |                     |        |
| 200 metros                 |                          |      |                               |       |                     |        |
| 400 metros                 |                          |      |                               |       |                     |        |
| 800 metros                 |                          |      |                               |       |                     |        |
| 1500 metros                |                          |      |                               |       |                     |        |
| 5000 metros                |                          |      |                               |       |                     |        |
| 10000 metros               |                          |      |                               |       |                     |        |
| 110 metros com barreiras   |                          |      |                               |       |                     |        |
| 400 metros com barreiras   |                          |      |                               |       |                     |        |
| Revezamento 4x100 metros   |                          |      |                               |       |                     |        |
| Revezamento 4x400 metros   |                          |      |                               |       |                     |        |
| Meia-maratona - individual |                          |      |                               |       |                     |        |
| Meia-maratona - equipe     |                          |      |                               |       |                     |        |
| Salto em altura            | Regan Corrin Ilha de Man | 1.97 | Nicolas Vila Iglesias Minorca | 1.94  | Uku Rüütel Saaremaa | 1.94   |
| Salto em distância         |                          |      |                               |       |                     |        |
| Salto triplo               |                          |      |                               |       |                     |        |
| Arremesso de peso          |                          |      |                               |       |                     |        |
| Lançamento de dardo        |                          |      |                               |       |                     |        |

### Feminino
| Evento                     | Ouro                     | Ouro     | Prata                     | Prata    | Bronze                      | Bronze   |
| -------------------------- | ------------------------ | -------- | ------------------------- | -------- | --------------------------- | -------- |
| 100 metros                 |                          |          |                           |          |                             |          |
| 200 metros                 |                          |          |                           |          |                             |          |
| 400 metros                 |                          |          |                           |          |                             |          |
| 800 metros                 |                          |          |                           |          |                             |          |
| 1500 metros                |                          |          |                           |          |                             |          |
| 5000 metros                |                          |          |                           |          |                             |          |
| 10000 metros               | Christa Cain Ilha de Man | 35:16.83 | Amy Kelland Ilha de Wight | 37:35.82 | Marina Bagur Olives Minorca | 37:36.02 |
| 110 metros com barreiras   |                          |          |                           |          |                             |          |
| 400 metros com barreiras   |                          |          |                           |          |                             |          |
| Revezamento 4x100 metros   |                          |          |                           |          |                             |          |
| Revezamento 4x400 metros   |                          |          |                           |          |                             |          |
| Meia-maratona - individual |                          |          |                           |          |                             |          |
| Meia-maratona - equipe     |                          |          |                           |          |                             |          |
| Salto em altura            |                          |          |                           |          |                             |          |
| Salto em distância         |                          |          |                           |          |                             |          |
| Salto triplo               | Zara Asante Jersey       | 11.61    | Georgia Price Ilha de Man | 11.53    | Victoria Hancock Guernsey   | 11.47    |
| Arremesso de peso          |                          |          |                           |          |                             |          |
| Lançamento de dardo        |                          |          |                           |          |                             |          |

## Quadro de medalhas
Atualizado em 13 de julho de 2025
| Pos                 | Equipe              | Ouro | Prata | Bronze | Total |
| 1                   | Ilha de Man         | 2    | 1     | 0      | 3     |
| 2                   | Jersey              | 1    | 0     | 0      | 1     |
| 3                   | Minorca             | 0    | 1     | 1      | 2     |
| 4                   | Ilha de Wight       | 0    | 1     | 0      | 1     |
| 5                   | Guernsey            | 0    | 0     | 1      | 1     |
| 6                   | Saaremaa            | 0    | 0     | 1      | 1     |
| 7                   | Åland               | 0    | 0     | 0      | 0     |
| 8                   | Alderney            | 0    | 0     | 0      | 0     |
| 9                   | Anglesey            | 0    | 0     | 0      | 0     |
| 10                  | Bermuda             | 0    | 0     | 0      | 0     |
| 11                  | Gibraltar           | 0    | 0     | 0      | 0     |
| 12                  | Gotland             | 0    | 0     | 0      | 0     |
| 13                  | Gozo                | 0    | 0     | 0      | 0     |
| 14                  | Groelândia          | 0    | 0     | 0      | 0     |
| 15                  | Hitra               | 0    | 0     | 0      | 0     |
| 16                  | Ilhas Cayman        | 0    | 0     | 0      | 0     |
| 17                  | Ilhas Faroé         | 0    | 0     | 0      | 0     |
| 18                  | Ilhas Ocidentais    | 0    | 0     | 0      | 0     |
| 19                  | Orkney              | 0    | 0     | 0      | 0     |
| 20                  | Santa Helena        | 0    | 0     | 0      | 0     |
| 21                  | Shetland            | 0    | 0     | 0      | 0     |
| Totais (21 Equipes) | Totais (21 Equipes) | 3    | 3     | 3      | 9     |